# Nymphon lomani
Nymphon lomani är en havsspindelart som beskrevs av Gordon, I. 1944. Nymphon lomani ingår i släktet Nymphon och familjen Nymphonidae. Inga underarter finns listade i Catalogue of Life.